# Wagneria vernata
Wagneria vernata är en tvåvingeart som beskrevs av Reginald James West 1925.
Wagneria vernata ingår i släktet Wagneria och familjen parasitflugor. Inga underarter finns listade i Catalogue of Life.